# Piramida w Karlsruhe

Wnętrze piramidy: (1) komora górna, (2) komora środkowa, (3) krypta, (4) płaskorzeźba przedstawiająca plan miasta, (5) sarkofag

Piramida w Karlsruhe – grobowiec założyciela Karlsruhe Karola III Wilhelma Badeńskiego (1679–1738) na głównym placu miasta, wzniesiony z czerwonego piaskowca w latach 1823–1825 według planów architekta miasta Friedricha Weinbrennera (1766–1826). 

## Historia
Piramida została zbudowana w latach 1823–1825 według planów architekta miasta Friedricha Weinbrennera (1766–1826) . Została wzniesiona nad kryptą założyciela miasta Karola III Wilhelma Badeńskiego (1679–1738) . Krypta pozostała po wyburzeniu w 1807 roku starego kościoła Konkordienkirche w trakcie przebudowy rynku związanej z budową nowej świątyni ewangelickiej  . Oryginalne plany Weinbrennera z 1803 roku zakładały budowę w tym miejscu monumentalnego pomnika bogini Rei i przeniesienie grobu margrabiego do nowo wybudowanego kościoła ewangelickiego . W 1807 roku kryptę nakryto drewnianą piramidą, która miała chronić ją do czasu wzniesienia pomnika. Okres wojen napoleońskich i wysokie koszty przedsięwzięcia opóźniały decyzję o realizacji projektu . W 1818 roku drewniana piramida musiała zostać odnowiona . Ostatecznie w 1816 roku zaniechano budowy pomnika i w 1822 roku wielki książę Badenii Ludwik I Badeński (1763–1830) zlecił Weinbrennerowi zaprojektowanie piramidy kamiennej wraz z własnym pomnikiem i pomnikiem margrabiego Karola Fryderyka Badeńskiego (1728–1811) . Nowa kamienna piramida została wzniesiona przez Christopha Holba i oddana do użytku 24 lutego 1825 roku .
W okresie późniejszym pojawiały się plany postawienia w miejscu piramidy pomników, najpierw margrabiego Karola Wilhelma (w latach 80. XIX wieku), później cesarza Wilhelma I (pomnik ostatecznie stanął w innej lokalizacji) i ponownie margrabiego Karola Wilhelma (od projektu odstąpiono po śmierci rzeźbiarza Fridolina Dietschego odpowiedzialnego za jego wykonanie) . 
W 1889 roku, przed planowanym wyburzeniem piramidy pod pomnik cesarza Wilhelma I, budowla została otwarta i jej wnętrze zbadane. Wówczas jeden z urzędników miał w jej wnętrzu zostawić parasol, a zdarzenie to obrosło legendą . W 1998 roku budowla została ponownie zbadana w związku z planowaniem linii metra, lecz parasola nie znaleziono .      

## Architektura
Piramida została wzniesiona z czerwonego piaskowca na planie kwadratu o boku 6,05 metra . Liczy 6,81 metra wysokości . Stanęła na wykonanym z piaskowca kwadratowym postumencie o wymiarach ok. 11,10 × 11,10 metrów, otoczonym 16 kamiennymi słupkami połączonymi żelaznymi łańcuchami .
Wnętrze piramidy obejmuje trzy pomieszczenia: podziemną kryptę z trumną Karola Wilhelma, komorę (środkową) nad krypta umiejscowioną nieco poniżej poziomu rynku, a nad nią mniejszą, pustą komorę (górną) wypełniającą szczyt piramidy, która służy do wentylacji . W komorze środkowej znajduje się płaskorzeźba przedstawiająca plan miasta . Wejście do piramidy znajduje się od strony północnej i jest zakryte brązową tablicą upamiętniającą Karola Wilhelma, założyciela miasta . Po stronie południowej znajduje się napis nagrobny Karola Wilhelma .
Piramida jest sklasyfikowana jako zabytek kultury o szczególnym znaczeniu (niem. Kulturdenkmal besonderer Bedeutung) .